# نیوتاون (اوهایو)
نیوتاون (به انگلیسی: Newtown) یک روستا در ایالات متحده آمریکا است که در شهرستان همیلتون، اوهایو واقع شده‌است. نیوتاون ۶٫۱۴ کیلومتر مربع مساحت و ۲٬۶۷۲ نفر جمعیت دارد و ۱۵۲ متر بالاتر از سطح دریا واقع شده‌است.